# Телмисартан
Телмисартан (Telmisartan) — лекарство, используемое для лечения высокого кровяного давления, сердечной недостаточности и диабетической болезни почек. Это разумное начальное лечение высокого кровяного давления. Его принимают внутрь. Доступны версии в виде комбинации: телмисартан/гидрохлоротиазид, телмисартан/цилнидипин и телмисартан/амлодипин.
Общие побочные эффекты включают инфекции верхних дыхательных путей, диарею и боль в спине. Серьёзные побочные эффекты могут включать проблемы с почками, низкое кровяное давление и ангионевротический отек. Использование во время беременности может нанести вред ребёнку, поэтому использование при грудном вскармливании не рекомендуется. Это антагонист рецепторов ангиотензина II, действие которого основано на блокировании эффектов ангиотензина II.
Телмисартан был запатентован в 1991 году и начал использоваться в медицине в 1999 году. Он доступен в качестве универсального лекарства. В 2020 году это было 248-е место среди наиболее часто назначаемых лекарств в США с более чем 1 миллионом рецептов.

## Медицинское использование
Телмисартан используется для лечения высокого кровяного давления, сердечной недостаточности и диабетической нефропатии. Это разумное начальное лечение высокого кровяного давления :146.

## Противопоказания
Телмисартан противопоказан при беременности. Как и другие препараты, влияющие на ренин-ангиотензиновую систему (РАС), телмисартан может вызывать врождённые дефекты, мертворождение и неонатальную смертность. Неизвестно, проникает ли препарат в грудное молоко. Также он противопоказан при двустороннем стенозе почечных артерий, при котором он может вызвать почечную недостаточность.

## Побочные эффекты
Побочные эффекты аналогичны другим антагонистам рецепторов ангиотензина II и включают тахикардию и брадикардию (учащённое или замедленное сердцебиение), гипотензию (низкое кровяное давление) и отёк (отёк рук, ног, губ, языка или горла, последний приводит к проблемам с дыханием). Также могут возникать аллергические реакции.

## Взаимодействия
Благодаря своему механизму действия телмисартан повышает уровень калия в крови. Комбинация с препаратами калия или калийсберегающими диуретиками может вызвать гиперкалиемию (чрезмерный уровень калия). Комбинация с НПВП, особенно у пациентов с нарушением функции почек, может вызвать (обычно обратимую) почечную недостаточность.

## Фармакология

### Механизм действия
Телмисартан представляет собой блокатор рецепторов ангиотензина II, который проявляет высокое сродство к рецептору ангиотензина II типа 1 ( AT1 ), при этом сродство связывания с AT1 в 3000 раз выше, чем с AT2.
В дополнение к блокированию ренин-ангиотензиновой системы телмисартан действует как селективный модулятор гамма-рецептора, активируемого пролиферацией пероксисом (PPAR-γ и PPAR-δ), центрального регулятора метаболизма инсулина и глюкозы . Считается, что двойной механизм действия телмисартана может обеспечить защитные свойства против повреждения сосудов и почек, вызванного диабетом и сердечно-сосудистыми заболеваниями (ССЗ).
Активность телмисартана в отношении дельта-рецептора, активируемого пролифератором пероксисом (PPAR-δ), вызвала предположения о его потенциале в качестве спортивного допинга в качестве альтернативы GW 501516. Телмисартан активирует рецепторы PPAR-δ в нескольких тканях.
Кроме того, телмисартан обладает активностью агониста PPAR-γ :171.
Телмисартан также может снижать уровень TGF-β в организме, что способствует уменьшению воспаления и может даже обратить вспять саркопению, а у здоровых людей ускорить рост мышечной массы

### Фармакокинетика
Вещество быстро, но в разной степени всасывается из кишечника. Средняя биодоступность составляет около 50% (42–100%). Прием пищи не оказывает клинически значимого влияния на кинетику телмисартана. Связывание с белками плазмы составляет более 99,5%, в основном с альбумином и альфа-1-кислым гликопротеином. У него самый длительный период полувыведения из всех блокаторов рецепторов ангиотензина II (БРА) (24 часа) и самый большой объём распределения среди БРА (500 литров). Менее 3% телмисартана инактивируется путём глюкуронидации в печени и более 97% выводится в неизменённом виде с желчью и фекалиями.

## Общество и культура
Телмисартан доступен в качестве универсального лекарства.